# Tōin
Tōin (東員町, Tōin-chō) est un bourg du district d'Inabe, situé dans la préfecture de Mie, au Japon.

## Géographie

### Démographie
Au 1er décembre 2014, la population de Tōin s'élevait à 25 440 habitants répartis sur une superficie de 22,66 km2.